# Amblypodia courvoisieri
Amblypodia courvoisieri är en fjärilsart som beskrevs av Ribbe 1934. Amblypodia courvoisieri ingår i släktet Amblypodia och familjen juvelvingar. Inga underarter finns listade i Catalogue of Life.